# 日本共産青年同盟
日本共産青年同盟（にほんきょうさんせいねんどうめい）は、戦前の日本で活動した青年組織である。日本民主青年同盟の前身にあたる。略称は共青。

## 沿革・概要
1922年11月のコミンテルン第4回大会への日本からの出席者の一人であった高瀬清は、共産主義青年インターナショナル（キム。コミンテルン・インターナショナル・モロドスト）による日本共青結成の指令を受け1923年1月に帰国した。翌2月4日の日本共産党第2回大会は、党議として共青結成を決定した。青年同盟の組織準備委員会委員長に佐野学、委員に川崎悦行・荒井邦之介・高橋貞樹・猪俣津南雄・高瀬清が任命された。
1923年4月5日、東京府豊多摩郡戸塚町字源兵衛（現：東京都新宿区西早稲田）の暁民会事務所で共青創立会議が開かれ、非合法で結成された。中央委員長川合義虎、中央委員川崎悦行・高橋貞樹・荒井邦之介・岸野重春・高野実、顧問佐野学・猪俣津南雄・高瀬清が選任された。
同年6月5日の共産党弾圧で中央委員の荒井・川崎を含む活動家が検挙された（第一次共産党事件）。9月1日の関東大震災後、被災者救援活動にあたっていた委員長川合義虎らが検挙され亀戸警察署で虐殺された（亀戸事件）。11月12日、川崎悦行が獄死した。
1924年3月頃の第一次共産党解党とともに消滅したが、1925年7月、日本共産青年同盟（ユース）として再建された。1926年8月に結成された全日本無産青年同盟（無青）を指導し、合法無産青年運動を主導した。
1928年4月10日、三・一五事件による弾圧の一環として無青が解散させられ、再建活動が続いたものの打ち切られて、非合法組織（共青）拡大強化・合法組織（無青）不要へ方針転換した。1929年の大弾圧（四・一六事件）直後の4月25日、中央機関紙「共産青年」を創刊。4ページ建て、1部5銭、発行部数200-300部、非合法で発行され、末尾に「読後火中」と記された。
1933年12月、中央委員長塚田大願が検挙され、中央委員会が破壊された。
共青は、満18歳以上の男女の選挙権・被選挙権、同一労働同一賃金、天皇制打倒、侵略戦争と軍国主義反対を掲げてたたかった。高島満兎、飯島喜美、今村恒夫など捕らえられて死亡した同盟員もいた。
戦後になり、1946年2月に日本青年共産同盟（青共）として再建された。1949年には民主主義学生同盟（民学同）、全日本民主青年同盟（全民青）と合同して日本民主青年団（民青団）が結成され、1956年11月の民青団第5回大会で日本民主青年同盟に改称された。
現在の民青同盟は、1923年からの年数を「共青創立○○周年」という数え方をし、1956年の再建及び3組織合同とそれ以前を分けている。
　